# Штраус-парк
Штраус-парк — небольшой пейзажный парк, расположенный в Верхнем Вест-Сайде на Манхэттене, на пересечении Бродвея, Уэст-Энд-авеню и 106-й улицы.
Парк был разбит в 1895 году. Сначала он носил название Шуйлер-сквер (англ. Schuyler Square). В 1907 году парк был переименован в Блумингдейл-сквер по некогда находившемуся здесь голландскому поселению Блумендал (нидерл. Bloemendael).
Центром композиции является бронзовая статуя нимфы, смотрящей на спокойную гладь воды. Эта статуя американского скульптора Генри Августа Лукмана была установлена в 1913 году в память об Иде и Исидоре Штраусах, погибших в крушении «Титаника». Прототипом для скульптора послужила модель и актриса Одри Мэнсон.
На памятнике высечен отрывок из Второй книги Царств: «Любезные и согласные в жизни своей, не разлучились и в смерти своей». В данном случае речь идёт о решении Иды Штраус остаться с мужем на корабле, вместо того чтобы сесть в шлюпку. К югу от парка на пересечении 105-й и 106-й улиц располагается дом, в котором жили супруги.
В 1995—97 годы парк был реконструирован и расширен. В настоящее время обслуживанием парка и посадкой цветов занимается «Фонд друзей Штраус-парка».

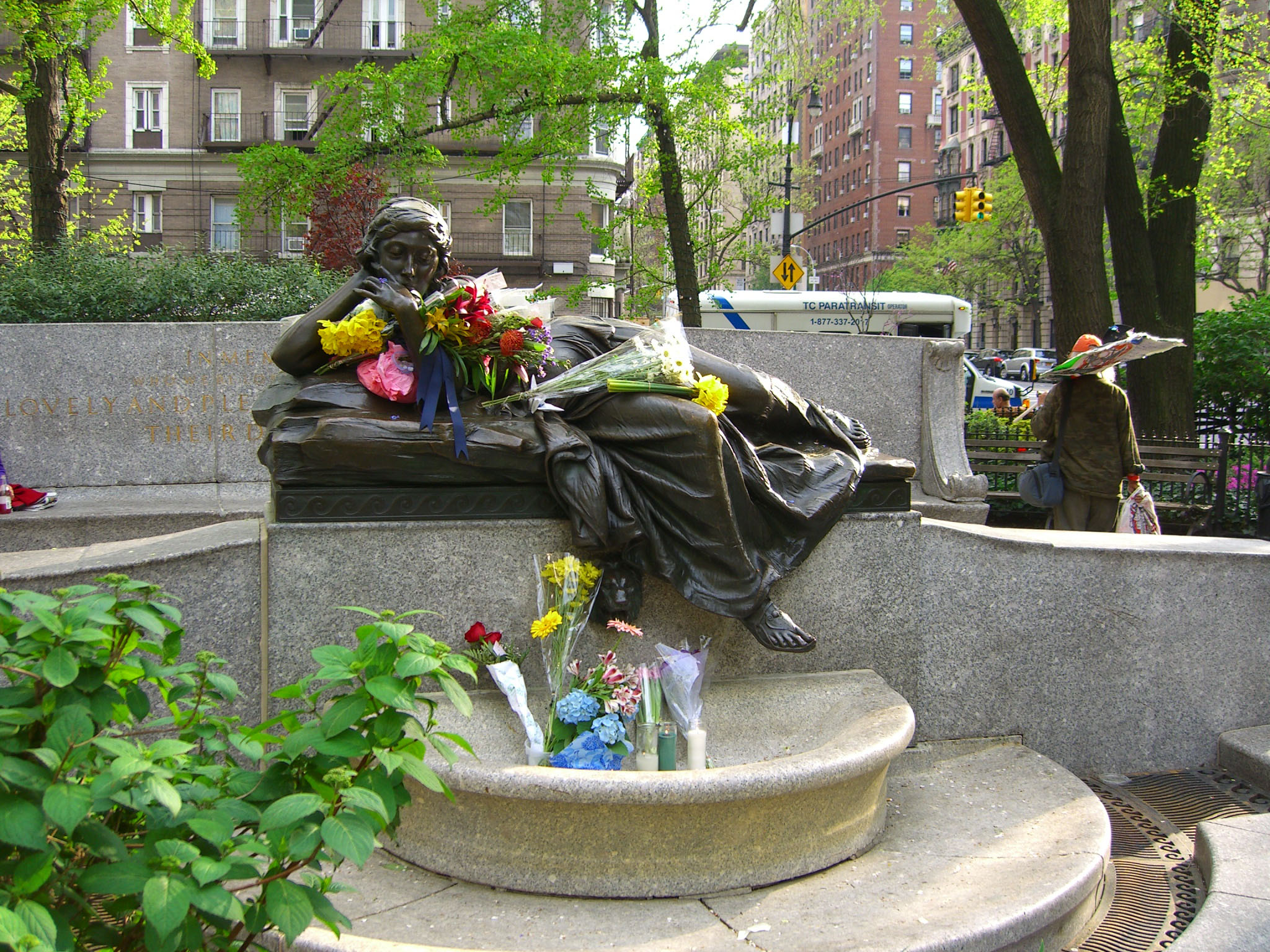
Памятник Штраусам
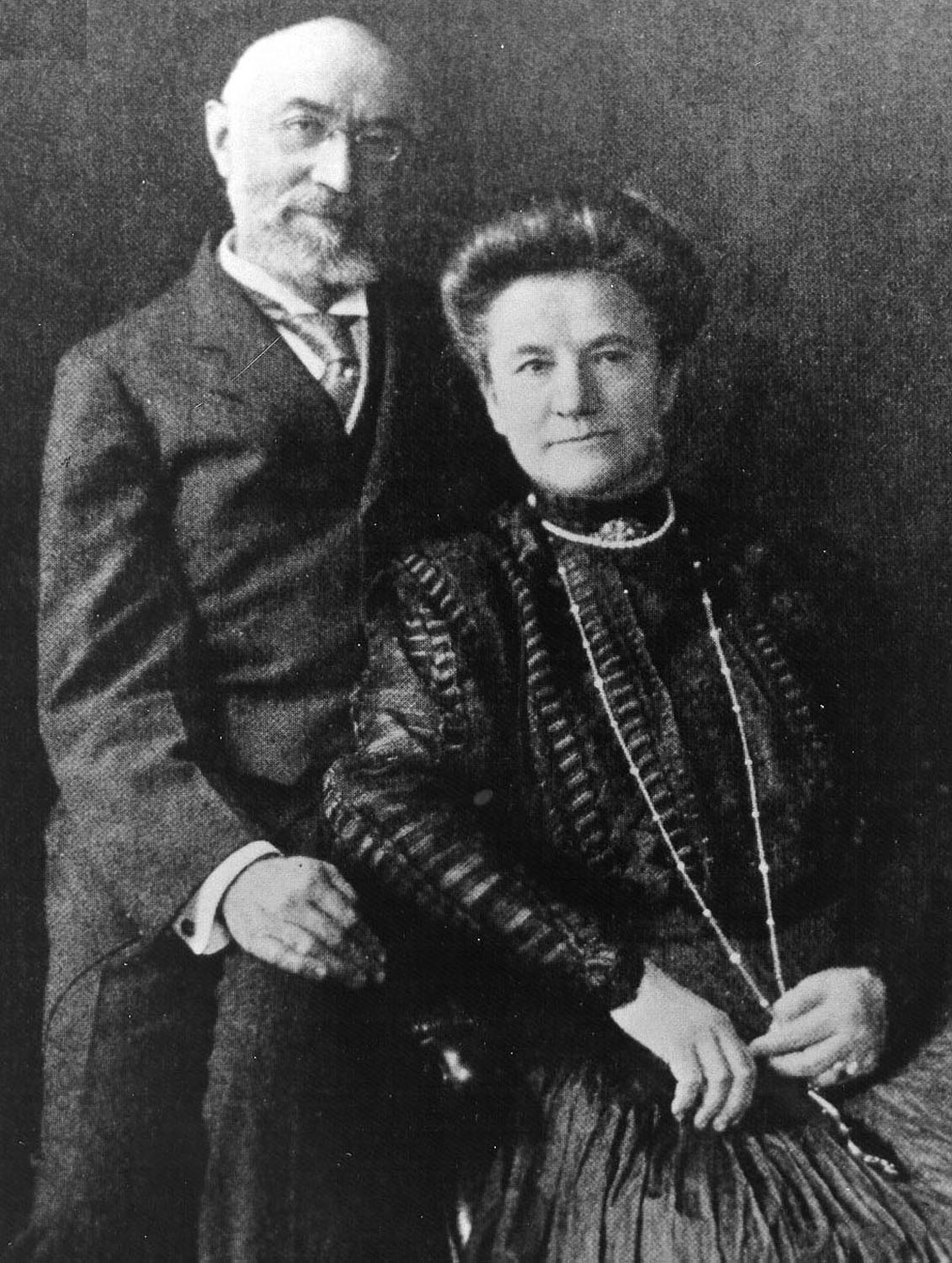
Супруги Штраус